# 浅野長勲
浅野 長勲（あさの ながこと、天保13年7月23日（1842年8月28日）-昭和12年（1937年）2月1日）は、江戸時代末の大名、明治時代から昭和初期の日本の政治家、外交官、実業家、社会事業家、華族。位階勲等爵位は従一位勲一等侯爵。
浅野家27代当主で、安芸広島新田藩第6代藩主、広島藩第12代（最後）藩主、同藩初代（最後）知藩事、元老院議官、駐イタリア公使、宮内省華族局長官などを歴任。

## 生涯

### 出生と家督相続
浅野懋昭（としてる、第7代広島藩主・浅野重晟の四男・浅野長懋（ながとし）の八男）の長男。安政3年（1856年）2月、伯父・浅野長訓の養嗣子となる。安政5年（1858年）11月4日、養父長訓の本家相続に伴って青山内証分家（広島新田藩浅野家）の家督を継いだ（この後、弟の元次郎は阿部家を継ぎ、雪年（ゆきとし、1861年 - 1936年）は同様に長訓の養子（後に鴻雪爪の養子）、長道（ながみち、1865年 - 1886年）は自身の養子となったため、最終的には末弟の養長（やすなが、1872年 - 1941年）が懋昭の跡を継ぐこととなった）。従五位下・石見守に任官し、後に近江守に改めた。なお、新田藩主在任中は初名の長興（ながおき）を名乗っていた。
文久2年（1862年）12月24日、今度は宗家の当主となった長訓（茂長）の養嗣子となり、青山内証分家の家督は従弟の浅野長厚（正室は長勲の姉妹）に譲った。通称を紀伊守に改める。文久3年（1863年）2月11日、従四位下・侍従に任官し、将軍・徳川家茂より偏諱を授与されて茂勲（もちこと）に改名した。元治元年（1864年）4月28日、左少将に任官した。
幕末期の動乱の中で養父の補佐を務め、江戸幕府と朝廷間の折衝に尽力した。
広島藩は頼山陽の尊皇思想を柱に平和的に倒幕を行う方向で意見を一致させていた。

### 第二次長州征伐（幕長戦争）に於ける関わり
慶応2年（1866年）5月、広島藩は第二次長州征伐に大義がないと猛反対する。広島表に帯陣する老中・小笠原壱岐守長行が、非戦論で対峙する執政野村帯刀、つづいて辻将曹に謹慎を申し渡した。
船越洋之助、木原秀三郎など文武有志の士が母校である藩校学問所（現修道中学校・修道高等学校）に会し、「小笠原老中はわが藩の戦争回避の論言・忠告もことごとく無視し、そのうえ両執政の謹慎処分を与えた。これは広島藩主を飛び越えた処分で、藩政を麻痺させた。もともと家茂将軍の裁許もなく、私的な権威づけの独断処罰だ」と悲憤し、慷慨した。このさいは小笠原老閣に挙（攻撃）あらんとす、とした。
それを知った茂勲は、広島城内の大広間に全家臣を集めた。時局に対して訓令したうえで、藩士たち各自の挙動は堅くこれを戒める。「小笠原を暗殺するというのなら余がやる」。時局に意見があるものは、この17日までに建白することを許す、と茂勲は申し渡した。
5月18日、学問所会同の55人は連署で、長勲に建白書を提出する。広島藩の出兵拒否を要求し、かたや若公（茂勲）の命令があれば火の中、水の中、共に戦うと命を預けた。
若者の暴走は回避されたように思えたが、5月23日、広島城下の町辻5か所に小笠原壱岐守と室賀伊予守の暗殺予告の張り紙が出される。
「雲雨晦冥　日月光を失ふ　逆党小笠原壱岐守・室賀伊予守の首級を六月一日までに討取り神明正道に備へん」
広島藩主浅野茂長（長訓）は、55人の若者たちが要求する不参戦を受け入れて、小笠原には身の安全が確保できない旨を申し渡し、国外退去を依頼した。6月2日、小笠原老中は広島を去る。6月3日、茂長が小笠原の後任の松平老中に、広島藩の先鋒を拒否した。6月4日には、藩主はふたたび征討の不可を論じ、広島（芸州）藩兵の出陣辞退を幕府に通告した。6月8日、第二次幕長戦争が周防大島で始まる。

### 大政奉還に於ける広島藩の働き
慶応3年（1867年）正月4日に執政・石井修理（しゅり）が閣老板倉勝静に大政奉還の建白書を提出、翌5日に菅野肇が伝奏飛鳥井雅典へ上奏書を提出する。幕府と朝廷に対して提出したものの、機が熟していなかったか成就しなかった。その後、広島藩の執政・辻将曹が御手洗（呉市）の密貿易で交流のあった薩摩藩の家老・小松帯刀と協議、小松が土佐藩の後藤象二郎にも話し、7月3日、三藩で大政奉還の建白書の提出と、京都への出兵を計画する。報告を受けた茂勲の早く完了させよとの指示により、岡山藩、鳥取藩・徳島藩へと賛同者を広げていく。

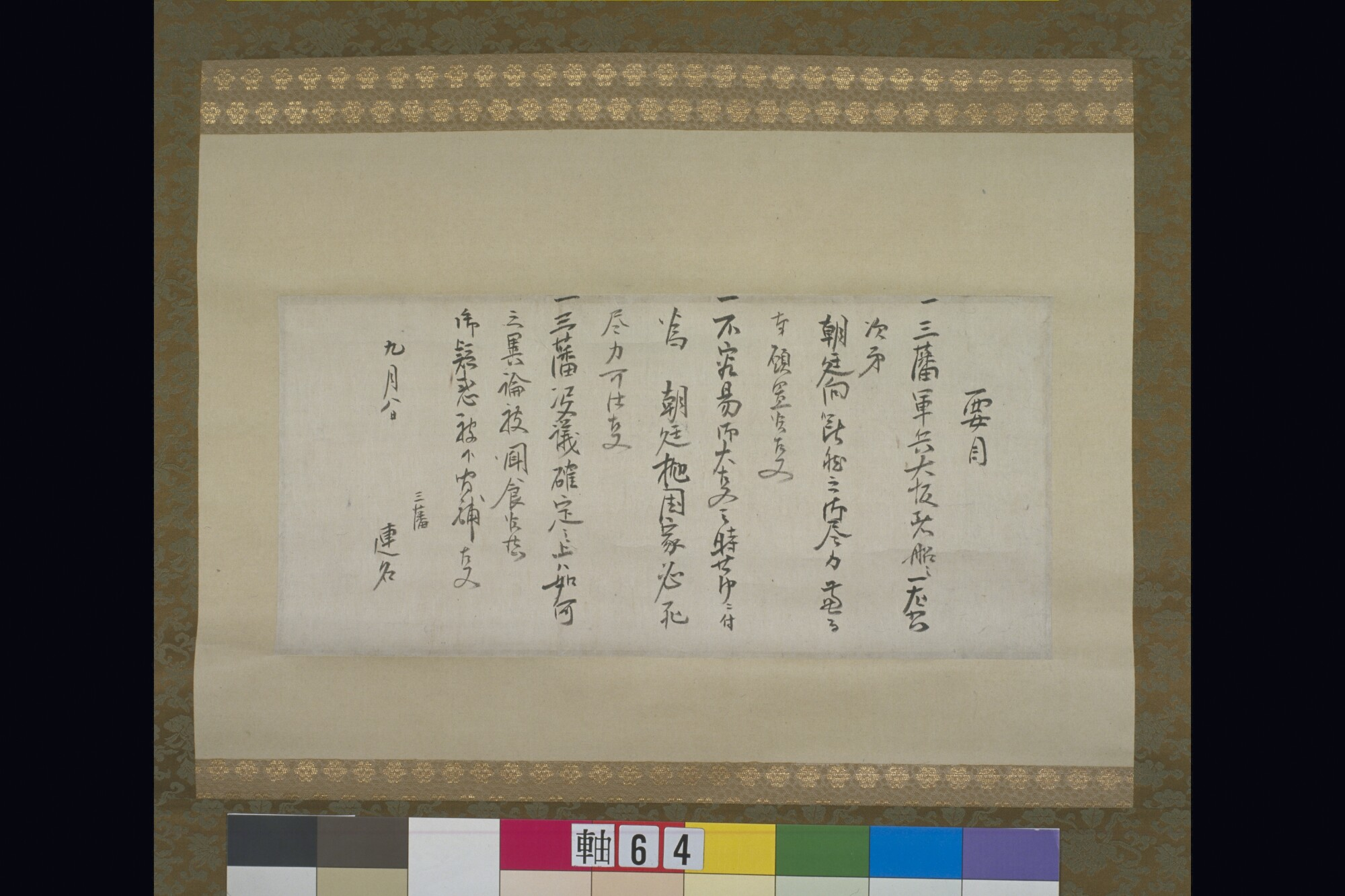
『薩長芸三藩盟約書草稿』（京都大学附属図書館所蔵）

一方で土佐の山内容堂は、大政奉還の建白書は認めるが京都出兵は認めなかったため、広島・薩摩・土佐の三藩出兵計画は頓挫した。そこで広島・薩摩両藩は毛利家の名代を京都に謝罪に行かせるという名目で長州藩を出兵させるべく、三藩軍事同盟を計画する。窓口になったのは広島藩京都応接掛・黒田益之丞、長芸連絡役・植田乙次郎、薩摩藩・大久保一蔵（利通）、長州藩・木戸準一郎（桂小五郎・木戸孝允）であった。10月1日、薩摩藩は藩内で意志の統一が出来ていなかったため、土佐藩のことも影響して小松帯刀の思うような出兵が出来ず、出発直前に三藩出兵が頓挫してしまう。
10月3日、薩芸土の密約を無視し、大政奉還の建白書を土佐藩が抜け駆けで幕府に単独提出した。7月3日の密約とその後の経緯の詳細を聞かされた中岡慎太郎は、血相を変えて後藤を斬ると息巻いていたが、諭されて思い留まる。10月6日、広島藩も老中・板倉勝静に2回目の大政奉還の建白書を提出する。10月15日、大政奉還が朝廷に受理される。10月17日、在京の広島藩兵876人、薩摩藩兵約2千人が、会津・桑名藩兵を強引に外させて京都御所の警備に就く。
10月17日、島津忠義が三田尻（山口県）に到着。10月30日、長州藩嫡子・毛利元徳と会見する。11月15日、中岡慎太郎、坂本龍馬が京都の近江屋で暗殺される。11月26日、御手洗（呉市）に於いて島津茂久が約3000人、長州藩から約1200人、広島藩・茂勲が422人、広島藩総督・岸九兵衛200人、尾道より長州藩兵約1300人が京都に向けて海路で三藩出兵が実行された。長州兵の船には広島藩と薩摩藩の旗を使用して偽装した。
12月1日、広島藩執政・辻将曹により広島藩兵へ京都離脱命令（大政奉還が為された以上、戦をすべきではない）が下りる。12月9日、王政復古の大号令で議定となり、小御所会議では御所の封鎖に兵を出して協力し、出席している。同会議では対立する薩摩藩・岩倉具視と土佐藩を仲介した。

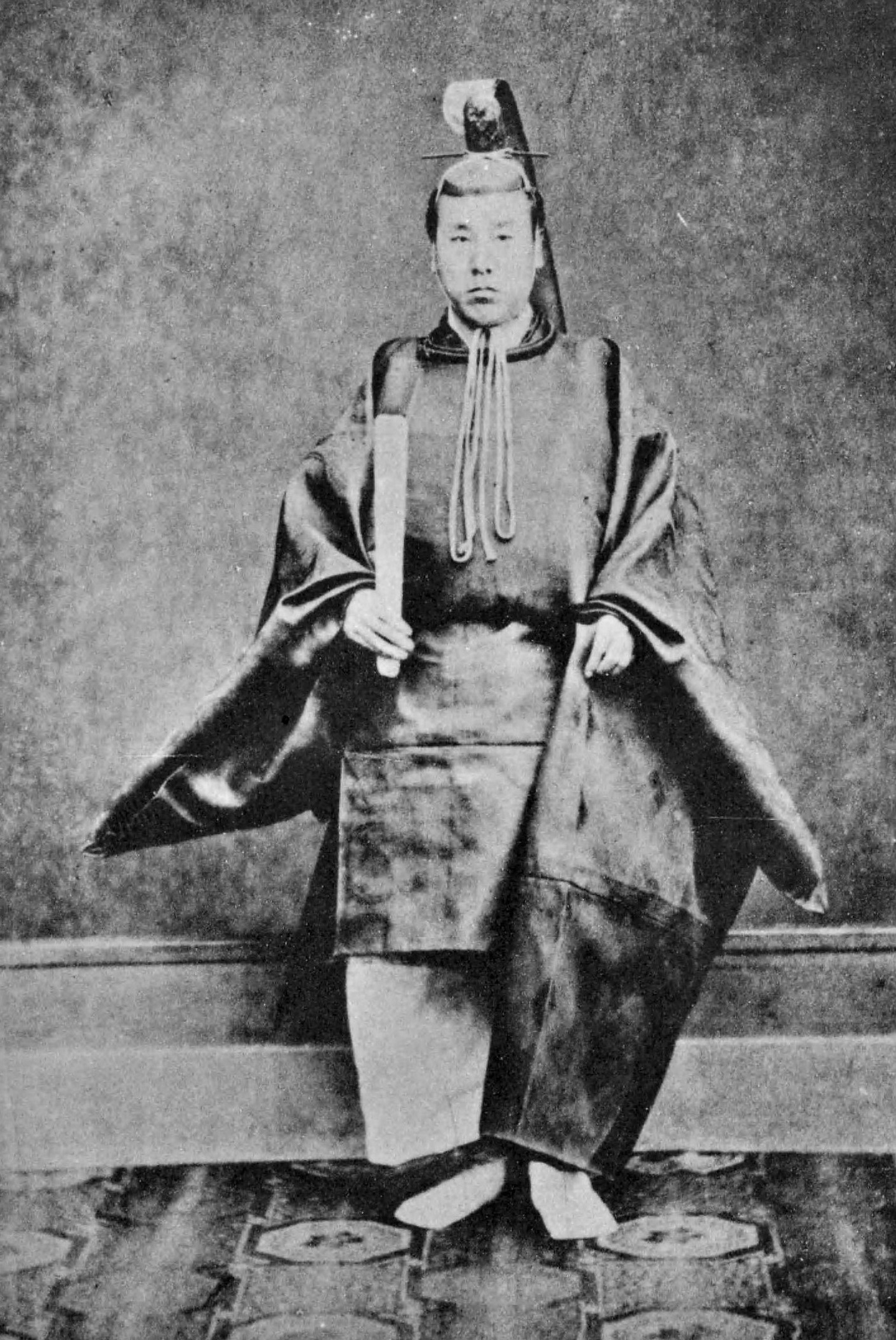
明治元年の浅野長勲

慶応4年（1868年）正月3日、鳥羽伏見の戦いに突入、ここから戊辰戦争へ流れていく。戊辰戦争での広島藩の動きは「神機隊」を参照。戊辰戦争における戦功により賞典禄1万5000石を下賜される。

### 明治以降

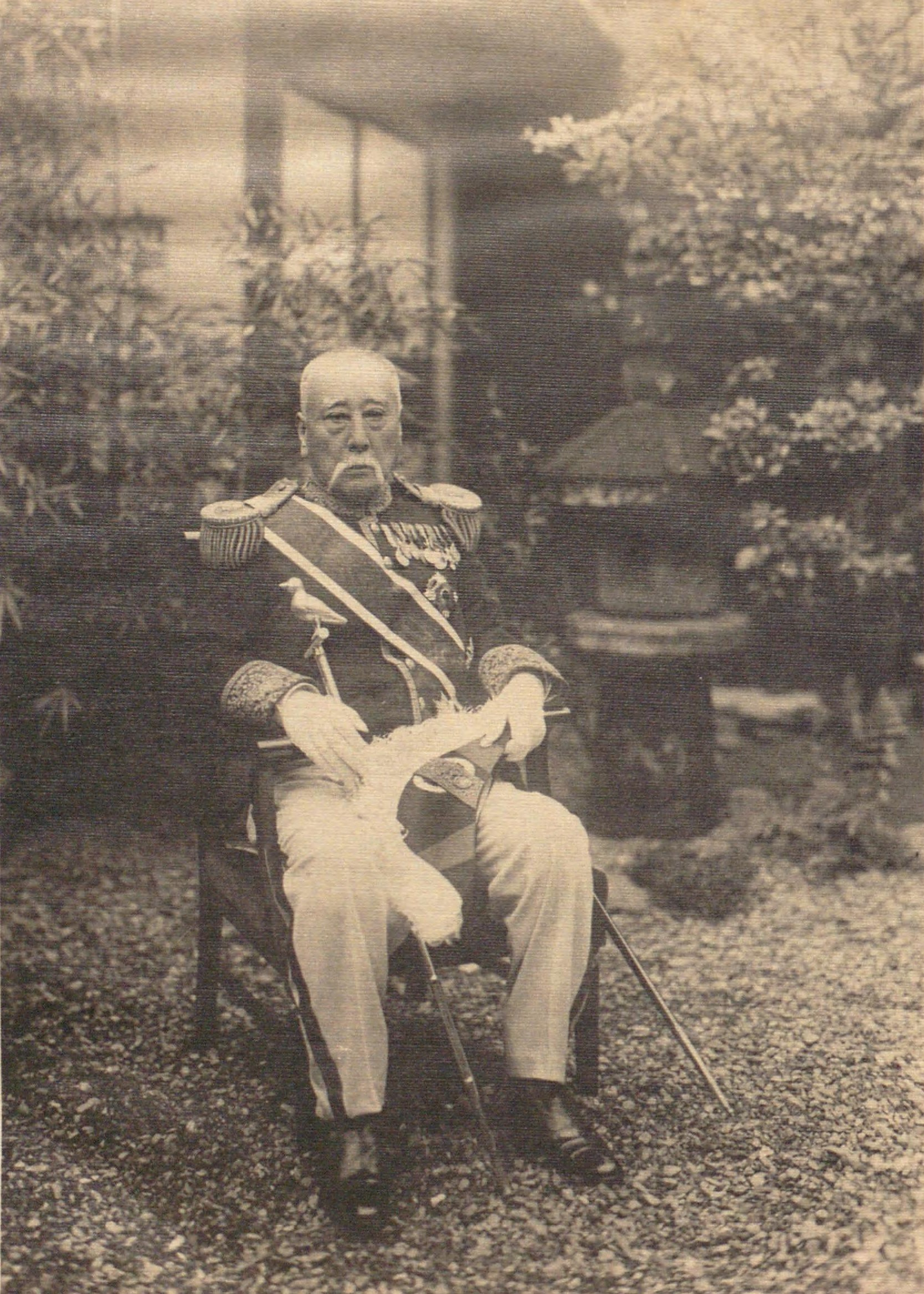
昭和3年の浅野長勲

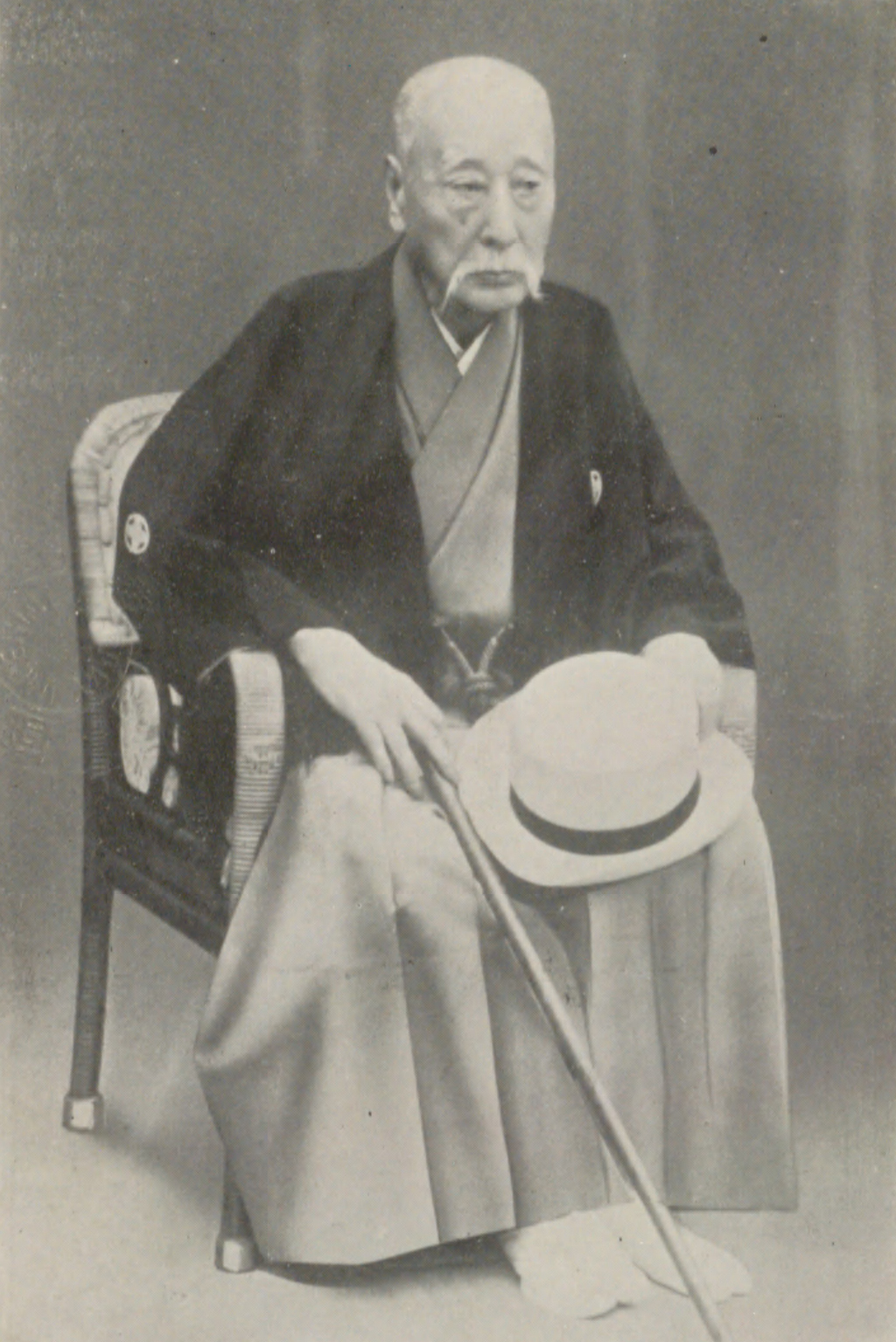
晩年の浅野長勲

慶応4年（1868年）1月17日、茂勲は会計事務総督兼任となった。同年2月20日、会計事務局補兼任となるも5月20日、免職となった。
明治元年（1868年）、茂勲は明治新政府に恭順の意を示すため、徳川将軍からの偏諱を棄てて長勲（ながこと）に改名した。明治2年（1869年）正月24日、長訓の隠居により家督を継いだ。通称を安芸守に改めた。2月4日、参与に就任した。3月6日、従二位・中納言に任官した。また同日、議定に就任するが、5月17日に免職となる。6月17日に版籍奉還で知藩事となり、その後は藩政改革に努めた。9月26日、正二位に昇進する。
明治4年（1871年）7月14日の廃藩置県で免官され、東京へ移った。この時に百姓一揆（武一騒動）が起こっている。これは、長勲の治政に不満があったわけではなく、武家華族は明治3年（1870年）の太政官令により東京在住となったが、新体制の年貢増、外国人のキリスト教布教などの不安から前藩主長訓の東京移住を阻止しようとした、という性格の一揆であった。
明治5年（1872年）､日本最初の洋紙製造工場・有恒社（大正13年（1924年）に王子製紙に吸収合併）を設立、明治7年（1874年）稼動する｡洋紙の生産には成功するが、生産当初は国内に洋紙の需要がなく赤字続きであった。しかし、長勲は日本の近代化により必ず洋紙の需要が増えるとし、そのまま経営を続けた。
明治11年（1878年）、長勲は私財を投じて一時閉鎖されていた広島藩校修道館を再興し、広島市流川町の泉邸（現在の縮景園）に浅野学校を開校した。明治14年（1881年）に校名を修道学校と改め、校長には藩校出身で海軍兵学校の教官であった山田十竹を抜擢した。その後、この学校は修道中学校・修道高等学校として現在まで続き、各界に多くの人材を輩出している。
明治政府の下で長勲は、明治14年（1881年）に元老院議官、同年に外国公使就任の命を受け、翌明治15年（1882年）にイタリア公使となり、同年に妻の綱姫を伴って渡欧した。長勲は横浜港から香港、シンガポールなどを経由してイタリアのナポリに到着した。この間、白人の支配を受けている香港やシンガポールのアジア人現地民、という植民地の実情を知る。ナポリにて妻と共にイタリア国王ウンベルト1世およびマルゲリータ王妃に拝謁、明治天皇からの国書を届けた。帰国時は勲章を受けている。その後、長勲はフランスやイギリスなど欧州各国を見聞し、産業や技術力をもって発展する列強各国を視察した。ロシアでは白夜を経験している。のち欧州を離れ、アメリカ合衆国を経由して帰国した。ニューヨーク滞在時は電車に乗車している。これらの経験により、のちに旧藩内の若者を数名、イギリスやフランスに留学させ、また養子の長道をもイギリスに留学させた。
明治17年（1884年）に宮内省華族局長官、明治23年（1890年）2月に貴族院議員に就任する。長勲もその間、明治17年（1884年）に侯爵となる。また、明治天皇の命により幼少期の昭和天皇の養育係を務めた｡ 
明治19年（1886年）、養子としていた実弟の長道（妻は加賀金沢藩主前田斉泰の娘）が単身留学先イギリスのロンドンで死去した。21歳だった。このため、もう一人養子としていた長厚の実弟・長之（ながゆき、1864年 - 1947年）が浅野宗家の嫡子となる。
明治20年（1887年）、相馬事件の渦中にあった相馬家の後見人となる。
上記の製紙会社以外にも長勲は明治22年（1889年）2月11日、明治憲法発布の日に創刊された新聞『日本』に出資する｡さらに、華族銀行と呼ばれた十五銀行の大株主の1人でもあり、明治26年（1893年）に取締役、明治28年（1895年）に頭取となった｡
大正12年には長勲の幕末・維新期の功績、及び公共事業への功績から長勲の爵位を侯爵から公爵に陞爵させることの請願が内閣総理大臣山本権兵衛に出されているが、不許可となっている。
昭和11年（1936年）の二・二六事件の際には事件を起こした青年将校らの助命願いに田中光顕と動いたが、叶わなかった。
昭和12年（1937年）2月1日、長勲は広島市で心臓性喘息により94歳の長寿をもって死去した。養子の長之が長勲の跡を継いだがその10年後に亡くなり、その後は長武、長愛、長孝と続いている。墓所は渋谷区龍巌寺。
昭和15年（1940年）饒津神社に祀られた。以来毎年2月1日・長勲公御例祭を斎行している。

## 栄典
- 1889年（明治22年）
  - 11月25日 - 大日本帝国憲法発布記念章[18]
  - 12月27日 - 勲一等瑞宝章[19]
- 1890年（明治23年）10月21日 - 旭日大綬章[20]
- 1915年（大正4年）11月10日 - 大礼記念章[21]
- 1928年（昭和3年）11月10日 - 旭日桐花大綬章[22]

## 系譜
- 父：浅野懋昭
- 母：沢義質の娘
- 兄弟
  - 本人：浅野長勲
  - 弟：阿部正桓（1852年 - 1914年）
  - 妹：喜久子（1856年 - 1902年） - 伯爵南部利恭夫人
  - 弟：鴻雪年（1861年 - 1936年）
  - 弟：浅野長道（1865年 - 1886年）
  - 弟：浅野養長（1872年 - 1941年）
- 養父：浅野長訓（茂長）（1812年 - 1872年）
- 正室：綱姫 - 山内豊熈の娘
- 養子 - 長道以外はいずれも浅野懋績の子女で長勲の従弟妹にあたる
  - 男子：浅野長道 - 実弟
  - 男子：浅野長厚（1843年 - 1873年） - 広島新田藩主。浅野懋績の四男
  - 男子：浅野長之（1864年 - 1947年） - 浅野侯爵家。浅野懋績の九男
  - 女子：松浦益子 - 松浦厚夫人

## 備考
- 「最後の藩主」「最後の大名」と呼ばれることがある。
実際には旧近江大溝藩主の分部光謙が藩主経験者としては最後まで生きていたが、満7歳で4日間しか藩主を務めていない（家督相続の4日後に版籍奉還があった）。他の藩主経験者としては旧上総請西藩主の林忠崇が長勲より長生きしたが、請西藩は忠崇の戊辰戦争への参加により改易されたため、大藩の最後の藩主として長勲が「最後の大名」として注目された。
- 現在の広島には長勲と関係深いものがいくつか存在する。
  - 広島城 - 旧居城。現在は城址公園および博物館として公開されている。
  - 縮景園 - 旧別邸「泉邸」。長勲没後、浅野家から県へ寄贈される。
  - 修道中学校・修道高等学校 - 旧藩校「修道館」。長勲が私財を投じ、私立学校として再興した。
  - 広島市立中央図書館 - 前身は長勲が作らせた私立図書館「浅野図書館」。長勲が晩年に市に寄贈している。
  - 広島県立美術館 - 元々この地には長勲が作らせた私立美術館「観古館」が建てられていた。長勲没後、浅野家から県に寄贈され被爆により壊滅、跡地に建てられたのがこの美術館。
  - 中国新聞 - 創刊紙である日刊「中國」は、長勲が作らせた地方政党「政友会」（立憲政友会とは無関係）の幹部が作っている。
- 1916年（大正5年）に『実業之日本』がまとめた「華族・富豪の宅地の広さ番付」で、横綱の格（2万9000坪）を得ている[23]。

## 著作
- 『海外日録』1884年9月。NDLJP:992539。
- 『王政復古の事情』東京芸備社、1921年1月。NDLJP:964902。
- 手島益雄 編『維新前後』東京芸備社〈芸備叢書 第7編〉、1921年9月。NDLJP:962742。
  - 松平慶永、北原雅長、浅野長勲、浅岡岩太郎『逸事史補・守護職小史・維新前後・説夢録』人物往来社、1968年3月。NDLJP:2992733。
  - 浅野長勲、西園寺公望『維新前後・懐旧談』（覆刻版）日本史探偵団〈晴海文庫〉、2012年8月。
- 手島益雄 編『天皇御親政ト小御所会議ノ実況』東京芸備社〈芸備二州叢書 第4編〉、1930年3月。NDLJP:1188108。
- 『浅野侯爵御講話速記録』大阪芸備会、1936年7月。NDLJP:1091835。
- 手島益雄 編『浅野長勲自叙伝』平野書房、1937年3月。NDLJP:1223272。